# Метт Мартін (хокеїст, 1989)
Метт Мартін (англ. Matt Martin, 8 травня 1989, Віндзор) — канадський хокеїст, крайній нападник клубу НХЛ «Нью-Йорк Айлендерс».

## Ігрова кар'єра
Хокейну кар'єру розпочав 2004 року виступами за юніорську команду «Віндзор Спітфайрс». З 2006 по 2009 роки захищав кольори клубу ОХЛ «Сарнія Стінг», де виступав в одній ланці з Стівеном Стемкосом.

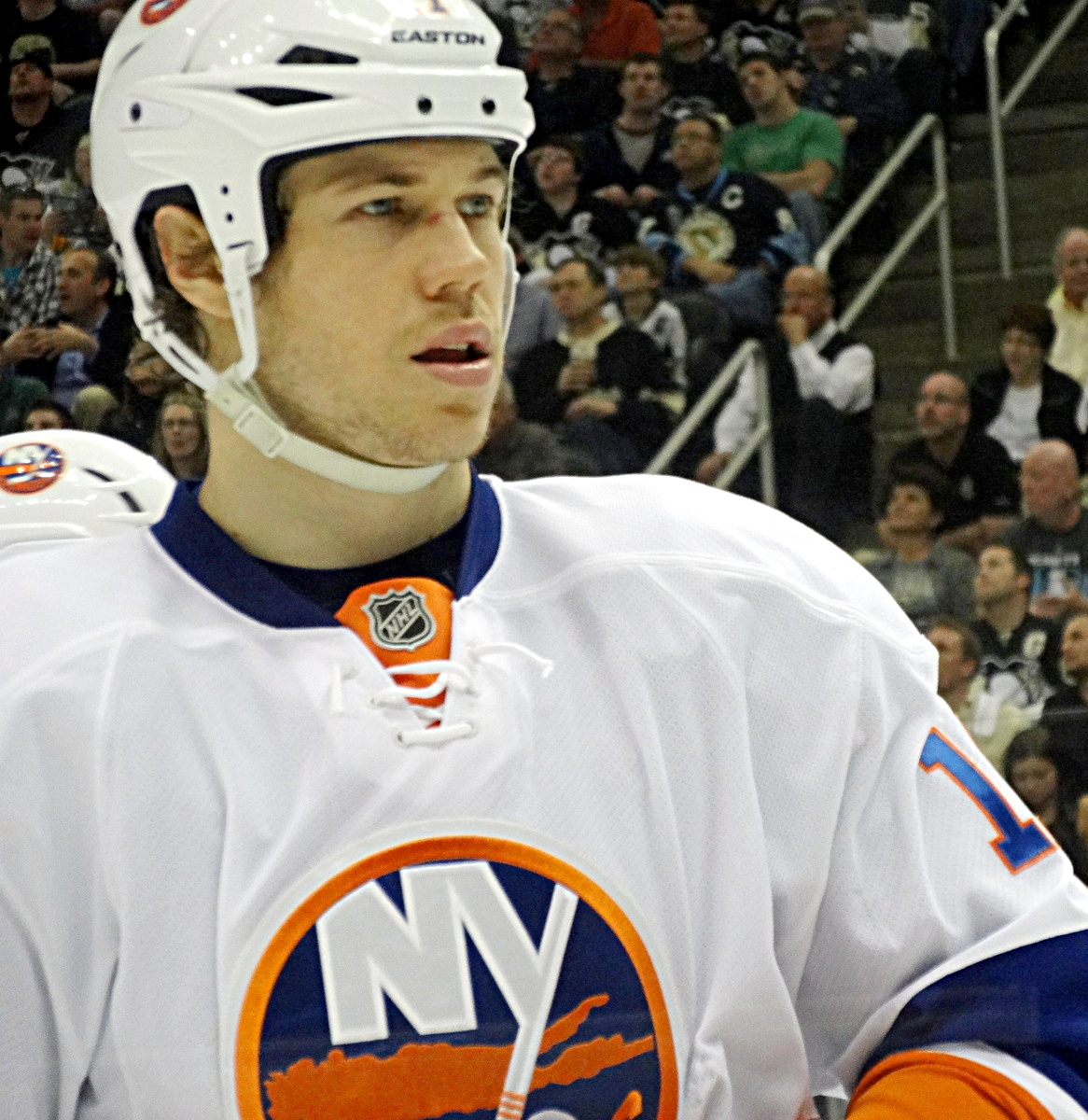
Мартін у складі Айлендерс під час матчів плей-оф 2013.

2008 року був обраний на драфті НХЛ під 148-м загальним номером командою «Нью-Йорк Айлендерс». 4 вересня 2009 уклав з  трирічний контракт «остров'янами». 25 жовтня 2010 відзначився першим голом в НХЛ закинувши шайбу в ворота Алекса Олда «Монреаль Канадієнс».
15 вересня 2012 Метт уклав чотирічний контракт з «Айлендерс». У сезоні 2015—16 його ланка була визнана експертами найкращою серед четвертих ланок НХЛ.
1 липня 2016, укладає чотирічний контракт з «Торонто Мейпл-Ліфс» на суму в $10 мільйонів доларів.
23 квітня 2018 року Метт був висунутий претендентом на меморіальний трофей Приза Кінга Кленсі.
3 липня 2018 Мартін потрапив на обмін між клубами «Мейпл-Ліфс» та «Айлендерс».
Таким чином наразі захищає кольори клубу «Нью-Йорк Айлендерс».

## Статистика
| Сезон        | Клуб                      | Ліга         | Регулярний сезон | Регулярний сезон | Регулярний сезон | Регулярний сезон | Регулярний сезон | Плей-оф | Плей-оф | Плей-оф | Плей-оф | Плей-оф |
| Сезон        | Клуб                      | Ліга         | І                | Г                | П                | О                | ШХ               | І       | Г       | П       | О       | ШХ      |
| ------------ | ------------------------- | ------------ | ---------------- | ---------------- | ---------------- | ---------------- | ---------------- | ------- | ------- | ------- | ------- | ------- |
| 2004–05      | «Віндзор Спітфайрс» (юн)  | МХАО         | 32               | 8                | 11               | 19               | 78               | —       | —       | —       | —       | —       |
| 2005–06      | «Бленгейм Блейдс»         | ХЛВО         | 40               | 11               | 12               | 23               | 102              | —       | —       | —       | —       | —       |
| 2006–07      | «Сарнія Бласт»            | ВОЮХЛ        | 9                | 2                | 5                | 7                | 16               | —       | —       | —       | —       | —       |
| 2006–07      | «Сарнія Стінг»            | ОХЛ          | 39               | 3                | 3                | 6                | 52               | 4       | 0       | 0       | 0       | 0       |
| 2007–08      | «Сарнія Стінг»            | ОХЛ          | 66               | 25               | 13               | 38               | 155              | 9       | 3       | 3       | 6       | 16      |
| 2008–09      | «Сарнія Стінг»            | ОХЛ          | 61               | 35               | 30               | 65               | 142              | 5       | 3       | 0       | 3       | 10      |
| 2009–10      | «Бріджпорт Саунд Тайгерс» | АХЛ          | 76               | 12               | 19               | 31               | 113              | 5       | 1       | 2       | 3       | 4       |
| 2009–10      | «Нью-Йорк Айлендерс»      | НХЛ          | 5                | 0                | 2                | 2                | 26               | —       | —       | —       | —       | —       |
| 2010–11      | «Бріджпорт Саунд Тайгерс» | АХЛ          | 7                | 1                | 2                | 3                | 11               | —       | —       | —       | —       | —       |
| 2010–11      | «Нью-Йорк Айлендерс»      | НХЛ          | 68               | 5                | 9                | 14               | 147              | —       | —       | —       | —       | —       |
| 2011–12      | «Нью-Йорк Айлендерс»      | НХЛ          | 80               | 7                | 7                | 14               | 121              | —       | —       | —       | —       | —       |
| 2012–13      | «Нью-Йорк Айлендерс»      | НХЛ          | 48               | 4                | 7                | 11               | 63               | 6       | 1       | 0       | 1       | 14      |
| 2013–14      | «Нью-Йорк Айлендерс»      | НХЛ          | 79               | 8                | 6                | 14               | 90               | —       | —       | —       | —       | —       |
| 2014–15      | «Нью-Йорк Айлендерс»      | НХЛ          | 78               | 8                | 6                | 14               | 114              | 7       | 0       | 1       | 1       | 12      |
| 2015–16      | «Нью-Йорк Айлендерс»      | НХЛ          | 80               | 10               | 9                | 19               | 119              | 11      | 0       | 0       | 0       | 12      |
| 2016–17      | «Торонто Мейпл-Ліфс»      | НХЛ          | 82               | 5                | 4                | 9                | 123              | 6       | 0       | 2       | 2       | 6       |
| 2017–18      | «Торонто Мейпл-Ліфс»      | НХЛ          | 50               | 3                | 9                | 12               | 50               | —       | —       | —       | —       | —       |
| 2018–19      | «Нью-Йорк Айлендерс»      | НХЛ          | 67               | 6                | 8                | 14               | 53               | 8       | 0       | 0       | 0       | 0       |
| Усього в НХЛ | Усього в НХЛ              | Усього в НХЛ | 637              | 56               | 67               | 123              | 906              | 38      | 1       | 3       | 4       | 44      |